# Конфьянса (футбольный клуб)
«Конфья́нса» (порт. Associação Desportiva Confiança) — бразильский футбольный клуб из города Аракажу, штат Сержипи. «Конфьянса» — спортивный клуб, известный также выступлениями команды по мини-футболу и гандболу.

## История
Клуб «Конфьянса» был основан 1 мая 1936 года Эпаминондасом Виталом и Иснардом Канталисе, которые организовали также баскетбольную и волейбольную команды в городе Аракажу. Впервые в соревнованиях именно по футболу клуб принял участие в 1949 году. В 1976 году клуб впервые принял участие в Серии A. Всего в Серии A чемпионата Бразилии «Конфьянса» провела пять сезонов — в 1976, 1977, 1978, 1979, 1984 годах.
С 2006 года «Конфьянса» выступала в Серии C, но в 2009 году заняла предпоследнее, 19-е место и вылетела в Серию D, где провела следующий сезон. В 2011 году команда выступала лишь на уровне чемпионата штата Сержипи.
В 2020 году команда выиграла свой 22-й титул чемпиона штата Сержипи, она прочно занимает второе место по этому показателю вслед за клубом «Сержипи», у которого 35 титулов.

## Достижения
Футбол
- Чемпион штата Сержипи (22): 1951, 1954, 1962, 1963, 1965, 1968, 1976, 1977, 1983, 1986, 1988, 1990, 2000, 2001, 2002, 2004, 2008, 2009, 2014, 2015, 2017, 2020

Мини-футбол
- Чемпион штата Сержипи (4): 1991, 1992, 2001, 2008
- Победитель Кубка Северо-востока Бразилии (1): 2001

Гандбол
- Чемпион штата по гандболу (3): 2011, 2018, 2019